# Eliza Johnson
Eliza McCardle Johnson (Greeneville, 4 oktober 1810 – aldaar, 15 januari 1876) was de echtgenote van Amerikaans president Andrew Johnson en de first lady van het land tussen 1865 en 1869.
Het koppel leerde elkaar jong kennen en ze huwden ook op jonge leeftijd in 1827, zij amper 16 en hij 18. Andrew ging nooit naar school en Eliza leerde hem lezen en schrijven. Ze steunde haar man in zijn politieke carrière maar probeerde de openbaarheid te vermijden. Ze woonden in Greeneville, Tennessee. Enkel tijdens de ambtstermijn van haar man woonden ze in het Witte Huis maar door haar zwakke gezondheid vervulde hun dochter Martha het leeuwenaandeel van haar taken.
In 1876 overleed ze op 65-jarige leeftijd, een half jaar na haar echtgenoot.